# Interlands Saoedi-Arabisch voetbalelftal 2010-2019
Deze pagina toont een chronologisch en gedetailleerd overzicht van de interlands die het Saoedi-Arabisch voetbalelftal speelde in de periode 2010 – 2019.

## Interlands

### 2010
|                                                             |                |                                          |               |                                                              |
| 20 mei Vriendschappelijk № 524 «onderlinge duels» 18:00 uur | Congo-Kinshasa | 0 – 2                                    | Saoedi-Arabië | Alpenstadion, Wattens Scheidsrechter: Thomas Einwaller (AUT) |
| 20 mei Vriendschappelijk № 524 «onderlinge duels» 18:00 uur |                | 33' Ahmed Al-Fraidi 74' Sultan Al-Numare |               | Alpenstadion, Wattens Scheidsrechter: Thomas Einwaller (AUT) |

|                                                             |         |       |               |                                                                                  |
| 25 mei Vriendschappelijk № 525 «onderlinge duels» 18:00 uur | Nigeria | 0 – 0 | Saoedi-Arabië | Alpenstadion, Wattens Toeschouwers: 1.000 Scheidsrechter: Thomas Einwaller (AUT) |
| 25 mei Vriendschappelijk № 525 «onderlinge duels» 18:00 uur |         |       |               | Alpenstadion, Wattens Toeschouwers: 1.000 Scheidsrechter: Thomas Einwaller (AUT) |

|                                                             |                                           |       |                                                       |                                                                                  |
| 29 mei Vriendschappelijk № 526 «onderlinge duels» 18:00 uur | Saoedi-Arabië                             | 2 – 3 | Spanje                                                | Tivoli Neu, Innsbruck Toeschouwers: 7.500 Scheidsrechter: Thomas Einwaller (AUT) |
| 29 mei Vriendschappelijk № 526 «onderlinge duels» 18:00 uur | Osama Hawsawi 17' Mohammad Al-Sahlawi 74' |       | 31' David Villa 59' Xabi Alonso 90' Fernando Llorente | Tivoli Neu, Innsbruck Toeschouwers: 7.500 Scheidsrechter: Thomas Einwaller (AUT) |

|                                                                  |                 |       |      |                                                                            |
| 11 augustus Vriendschappelijk № 527 «onderlinge duels» 22:00 uur | Saoedi-Arabië   | 1 – 0 | Togo | Prins Faisal bin Fahadstadion, Riyad Scheidsrechter: Nawaf Shukralla (BHR) |
| 11 augustus Vriendschappelijk № 527 «onderlinge duels» 22:00 uur | Saud Kariri 43' |       |      | Prins Faisal bin Fahadstadion, Riyad Scheidsrechter: Nawaf Shukralla (BHR) |

|                                                                |                                                                                     |       |             |                                                                             |
| 9 oktober Vriendschappelijk № 528 «onderlinge duels» 20:00 uur | Saoedi-Arabië                                                                       | 4 – 0 | Oezbekistan | Prins Faisal bin Fahadstadion, Riyad Scheidsrechter: Banjar Al-Dosari (QAT) |
| 9 oktober Vriendschappelijk № 528 «onderlinge duels» 20:00 uur | Taisir Al-Jassam 23' Mohanad Asiri 30' (pen.) Mohanad Asiri 45' Saleh Al-Dosari 89' |       |             | Prins Faisal bin Fahadstadion, Riyad Scheidsrechter: Banjar Al-Dosari (QAT) |

|                                                                 |                    |       |       |                                                         |
| 12 oktober Vriendschappelijk № 529 «onderlinge duels» 15:00 uur | Saoedi-Arabië      | 1 – 0 | Gabon | Ali Sami Yenstadion, Istanboel Scheidsrechter: onbekend |
| 12 oktober Vriendschappelijk № 529 «onderlinge duels» 15:00 uur | Alaa Al-Rishani 8' |       |       | Ali Sami Yenstadion, Istanboel Scheidsrechter: onbekend |

|                                                                 |               |                                               |           |                                                                                     |
| 12 oktober Vriendschappelijk № 530 «onderlinge duels» 18:00 uur | Saoedi-Arabië | 0 – 2                                         | Bulgarije | Ali Sami Yenstadion, Istanboel Toeschouwers: 70 Scheidsrechter: Hüseyin Göçek (TUR) |
| 12 oktober Vriendschappelijk № 530 «onderlinge duels» 18:00 uur |               | 40' Dimitar Rangelov 45' Valeri Domovtsjijski |           | Ali Sami Yenstadion, Istanboel Toeschouwers: 70 Scheidsrechter: Hüseyin Göçek (TUR) |

|                                                                  |               |       |         |                                                                               |
| 16 november Vriendschappelijk № 531 «onderlinge duels» 19:00 uur | Saoedi-Arabië | 0 – 0 | Oeganda | Al-Maktoumstadion, Dubai Toeschouwers: 70 Scheidsrechter: Hüseyin Göçek (TUR) |
| 16 november Vriendschappelijk № 531 «onderlinge duels» 19:00 uur |               |       |         | Al-Maktoumstadion, Dubai Toeschouwers: 70 Scheidsrechter: Hüseyin Göçek (TUR) |

|                                                                  |               |       |       |                                                                               |
| 17 november Vriendschappelijk № 532 «onderlinge duels» 18:00 uur | Saoedi-Arabië | 0 – 0 | Ghana | Al-Maktoumstadion, Dubai Toeschouwers: 70 Scheidsrechter: Hüseyin Göçek (TUR) |
| 17 november Vriendschappelijk № 532 «onderlinge duels» 18:00 uur |               |       |       | Al-Maktoumstadion, Dubai Toeschouwers: 70 Scheidsrechter: Hüseyin Göçek (TUR) |

| Golf Cup of Nations 2010 |
| ------------------------ |

|                                                                            |       |                                                                                            |               |                                                              |
| 22 november Golf Cup of Nations Groep A № 533 «onderlinge duels» 19:00 uur | Jemen | 0 – 4                                                                                      | Saoedi-Arabië | 22 Meistadion, Aden Scheidsrechter: Fareed Al-Marzouqi (VAE) |
| 22 november Golf Cup of Nations Groep A № 533 «onderlinge duels» 19:00 uur |       | 4' Osama Al-Harbi 58' Mohammad Al-Shalhoub 71' (pen.) Muhannad Assiri 90+2' Meshal Al-Said |               | 22 Meistadion, Aden Scheidsrechter: Fareed Al-Marzouqi (VAE) |

|                                                                        |               |       |         |                                                             |
| 25 november Golf Cup of Nations Groep A № 534 «onderlinge duels» 16:00 | Saoedi-Arabië | 0 – 0 | Koeweit | Al-Wihdastadion, Zinjibar Scheidsrechter: Kenji Ogiya (JPN) |
| 25 november Golf Cup of Nations Groep A № 534 «onderlinge duels» 16:00 |               |       |         | Al-Wihdastadion, Zinjibar Scheidsrechter: Kenji Ogiya (JPN) |

|                                                                        |                       |       |                              |                                                              |
| 28 november Golf Cup of Nations Groep A № 535 «onderlinge duels» 19:00 | Qatar                 | 1 – 1 | Saoedi-Arabië                | 22 Meistadion, Aden Scheidsrechter: Fareed Al-Marzouqi (VAE) |
| 28 november Golf Cup of Nations Groep A № 535 «onderlinge duels» 19:00 | Ibrahim Al-Ghanim 84' |       | 89' (e.d.) Hamed Shami Zaher | 22 Meistadion, Aden Scheidsrechter: Fareed Al-Marzouqi (VAE) |

|                                                                            |                              |                 |               |                                                       |
| 2 december Golf Cup of Nations Halve finale № 536 «onderlinge duels» 20:00 | Verenigde Arabische Emiraten | 0 – 1           | Saoedi-Arabië | 22 Meistadion, Aden Scheidsrechter: Kenji Ogiya (JPN) |
| 2 december Golf Cup of Nations Halve finale № 536 «onderlinge duels» 20:00 |                              | 55' Ahmad Abbas |               | 22 Meistadion, Aden Scheidsrechter: Kenji Ogiya (JPN) |

|                                                                          |                |              |               |                                                                                    |
| 5 december Golf Cup of Nations Finale № 537 «onderlinge duels» 18:00 uur | Koeweit        | 1 – 0 (n.v.) | Saoedi-Arabië | 22 meistadion, Aden Toeschouwers: 30.000 Scheidsrechter: Abdullah Al-Hurassi (OMA) |
| 5 december Golf Cup of Nations Finale № 537 «onderlinge duels» 18:00 uur | Waleed Ali 93' |              |               | 22 meistadion, Aden Toeschouwers: 30.000 Scheidsrechter: Abdullah Al-Hurassi (OMA) |

|  |  |  |  |  |  |  |  |  |

|                                                                  |               |                    |      |                                                                                  |
| 28 december Vriendschappelijk № 538 «onderlinge duels» 18:00 uur | Saoedi-Arabië | 1 – 0              | Irak | Prins Mohamed bin Fahdstadion, Dammam Scheidsrechter: Zakareya Ebrahim Ali (BHR) |
| 28 december Vriendschappelijk № 538 «onderlinge duels» 18:00 uur |               | 25' Younis Mahmoud |      | Prins Mohamed bin Fahdstadion, Dammam Scheidsrechter: Zakareya Ebrahim Ali (BHR) |

|                                                                  |         |                   |               |                                                                 |
| 31 december Vriendschappelijk № 539 «onderlinge duels» 16:00 uur | Bahrein | 0 – 1             | Saoedi-Arabië | Nationaal stadion, Manama Scheidsrechter: Khamis Al-Marri (QAT) |
| 31 december Vriendschappelijk № 539 «onderlinge duels» 16:00 uur |         | 66' Osama Hawsawi |               | Nationaal stadion, Manama Scheidsrechter: Khamis Al-Marri (QAT) |

### 2011
|                                                                |               |       |        |                                                                              |
| 4 januari Vriendschappelijk № 540 «onderlinge duels» 17:45 uur | Saoedi-Arabië | 0 – 0 | Angola | Prins Mohamed bin Fahdstadion, Dammam Scheidsrechter: Waleed Al-Shatti (KUW) |
| 4 januari Vriendschappelijk № 540 «onderlinge duels» 17:45 uur |               |       |        | Prins Mohamed bin Fahdstadion, Dammam Scheidsrechter: Waleed Al-Shatti (KUW) |

| Aziatisch kampioenschap voetbal 2011 |
| ------------------------------------ |

|                                                                              |                      |       |                                                     |                                                                                         |
| 9 januari Aziatisch kampioenschap Groep B № 541 «onderlinge duels» 19:15 uur | Saoedi-Arabië        | 1 – 2 | Syrië                                               | Ahmed bin Alistadion, Ar Rayyan Toeschouwers: 15.768 Scheidsrechter: Kim Dong-jin (KOR) |
| 9 januari Aziatisch kampioenschap Groep B № 541 «onderlinge duels» 19:15 uur | Taisir Al-Jassim 60' |       | 38' Abdelrazaq Al-Hussain 63' Abdelrazaq Al-Hussain | Ahmed bin Alistadion, Ar Rayyan Toeschouwers: 15.768 Scheidsrechter: Kim Dong-jin (KOR) |

|                                                                               |                         |       |               |                                                                                           |
| 13 januari Aziatisch kampioenschap Groep B № 542 «onderlinge duels» 16:15 uur | Jordanië                | 1 – 0 | Saoedi-Arabië | Ahmed bin Alistadion, Ar Rayyan Toeschouwers: 17.349 Scheidsrechter: Ali Al-Badwawi (VAE) |
| 13 januari Aziatisch kampioenschap Groep B № 542 «onderlinge duels» 16:15 uur | Baha'a Abdul-Rahman 42' |       |               | Ahmed bin Alistadion, Ar Rayyan Toeschouwers: 17.349 Scheidsrechter: Ali Al-Badwawi (VAE) |

|                                                                               |               |                                                                                             |       |                                                                                           |
| 17 januari Aziatisch kampioenschap Groep B № 543 «onderlinge duels» 16:15 uur | Saoedi-Arabië | 0 – 5                                                                                       | Japan | Ahmed bin Alistadion, Ar Rayyan Toeschouwers: 2.022 Scheidsrechter: Ravshan Irmatov (UZB) |
| 17 januari Aziatisch kampioenschap Groep B № 543 «onderlinge duels» 16:15 uur |               | 8' Shinji Okazaki 13' Shinji Okazaki 19' Ryoichi Maeda 51' Ryoichi Maeda 80' Shinji Okazaki |       | Ahmed bin Alistadion, Ar Rayyan Toeschouwers: 2.022 Scheidsrechter: Ravshan Irmatov (UZB) |

|  |  |  |  |  |  |  |  |  |

|                                                              |                        |       |                          |                                                                |
| 13 juli Vriendschappelijk № 544 «onderlinge duels» 21:00 uur | Jordanië               | 1 – 1 | Saoedi-Arabië            | Koning Abdullahstadion, Amman Scheidsrechter: Ali Shaban (KUW) |
| 13 juli Vriendschappelijk № 544 «onderlinge duels» 21:00 uur | Hassan Abdel-Fattah 7' |       | 90+6' Nasser Al-Shamrani | Koning Abdullahstadion, Amman Scheidsrechter: Ali Shaban (KUW) |

|                                                              |               |                     |         |                                                                           |
| 16 juli Vriendschappelijk № 545 «onderlinge duels» 21:00 uur | Saoedi-Arabië | 0 – 1               | Koeweit | Koning Abdullahstadion, Amman Scheidsrechter: Suleiman Jaber Dalqam (JOR) |
| 16 juli Vriendschappelijk № 545 «onderlinge duels» 21:00 uur |               | 70' Bader Al-Muttwa |         | Koning Abdullahstadion, Amman Scheidsrechter: Suleiman Jaber Dalqam (JOR) |

|                                                                              |                                                                      |       |          | |
| 23 juli Kwalificatie WK 2014 Tweede ronde № 546 «onderlinge duels» 20:45 uur | Saoedi-Arabië                                                        | 3 – 0 | Hongkong | Prins Mohamed bin Fahdstadion, Dammam Toeschouwers: 20.354 Scheidsrechter: Vladislav Tsejtlin (UZB) |
| 23 juli Kwalificatie WK 2014 Tweede ronde № 546 «onderlinge duels» 20:45 uur | Nasser Al-Shamrani 45+1' Osama Al-Harbi 45+3' Nasser Al-Shamrani 47' |       |          | Prins Mohamed bin Fahdstadion, Dammam Toeschouwers: 20.354 Scheidsrechter: Vladislav Tsejtlin (UZB) |

|                                                                              |          | |               |                                                                                           |
| 28 juli Kwalificatie WK 2014 Tweede ronde № 547 «onderlinge duels» 20:00 uur | Hongkong | 0 – 5 | Saoedi-Arabië | Siu Sai Wan Sports Ground, Hongkong Toeschouwers: 1.402 Scheidsrechter: Võ Minh Trí (VIE) |
| 28 juli Kwalificatie WK 2014 Tweede ronde № 547 «onderlinge duels» 20:00 uur |          | 34' Hassan Muath 71' (pen.) Mohammed Noor 73' Nasser Al-Shamrani 83' Mohammad Al-Sahlawi 90' Osama Hawsawi |               | Siu Sai Wan Sports Ground, Hongkong Toeschouwers: 1.402 Scheidsrechter: Võ Minh Trí (VIE) |

|                                                                             |      |       |               |                                                                                     |
| 2 september Kwalificatie WK 2014 Groep D № 548 «onderlinge duels» 19:00 uur | Oman | 0 – 0 | Saoedi-Arabië | Al-Seebstadion, Masqat Toeschouwers: 14.000 Scheidsrechter: Abdulrahman Abdou (QAT) |
| 2 september Kwalificatie WK 2014 Groep D № 548 «onderlinge duels» 19:00 uur |      |       |               | Al-Seebstadion, Masqat Toeschouwers: 14.000 Scheidsrechter: Abdulrahman Abdou (QAT) |

|                                                                             |                        |       |                                                                 |                                                                                                   |
| 6 september Kwalificatie WK 2014 Groep D № 549 «onderlinge duels» 20:30 uur | Saoedi-Arabië          | 1 – 3 | Australië                                                       | Prins Mohamed bin Fahdstadion, Dammam Toeschouwers: 26.000 Scheidsrechter: Yuichi Nishimura (JPN) |
| 6 september Kwalificatie WK 2014 Groep D № 549 «onderlinge duels» 20:30 uur | Nasser Al-Shamrani 65' |       | 40' Joshua Kennedy 56' Joshua Kennedy 77' (pen.) Luke Wilkshire | Prins Mohamed bin Fahdstadion, Dammam Toeschouwers: 26.000 Scheidsrechter: Yuichi Nishimura (JPN) |

|                                                                |               |       |           |                                                                                      |
| 7 oktober Vriendschappelijk № 550 «onderlinge duels» 18:30 uur | Saoedi-Arabië | 0 – 0 | Indonesië | Shah Alamstadion, Shah Alam Toeschouwers: 150 Scheidsrechter: Mohd Abdul Wahab (MAS) |
| 7 oktober Vriendschappelijk № 550 «onderlinge duels» 18:30 uur |               |       |           | Shah Alamstadion, Shah Alam Toeschouwers: 150 Scheidsrechter: Mohd Abdul Wahab (MAS) |

|                                                                            |          |       |               |                                                                                        |
| 11 oktober Kwalificatie WK 2014 Groep D № 551 «onderlinge duels» 18:00 uur | Thailand | 0 – 0 | Saoedi-Arabië | Rajamangalastadion, Bangkok Toeschouwers: 42.000 Scheidsrechter: Ravshan Irmatov (UZB) |
| 11 oktober Kwalificatie WK 2014 Groep D № 551 «onderlinge duels» 18:00 uur |          |       |               | Rajamangalastadion, Bangkok Toeschouwers: 42.000 Scheidsrechter: Ravshan Irmatov (UZB) |

|                                                                             |                                                              |       |          |                                                                                               |
| 11 november Kwalificatie WK 2014 Groep D № 552 «onderlinge duels» 19:30 uur | Saoedi-Arabië                                                | 3 – 0 | Thailand | Prins Mohamed bin Fahdstadion, Dammam Toeschouwers: 32.500 Scheidsrechter: Kwok Man Liu (HKG) |
| 11 november Kwalificatie WK 2014 Groep D № 552 «onderlinge duels» 19:30 uur | Naif Hazazi 59' Ahmed Al-Fraidi 80' Mohammed Noor 89' (pen.) |       |          | Prins Mohamed bin Fahdstadion, Dammam Toeschouwers: 32.500 Scheidsrechter: Kwok Man Liu (HKG) |

|                                                                             |               |       |      |                                                                                               |
| 15 november Kwalificatie WK 2014 Groep D № 553 «onderlinge duels» 20:00 uur | Saoedi-Arabië | 0 – 0 | Oman | Prins Mohamed bin Fahdstadion, Dammam Toeschouwers: 62.740 Scheidsrechter: Mohsen Torky (IRN) |
| 15 november Kwalificatie WK 2014 Groep D № 553 «onderlinge duels» 20:00 uur |               |       |      | Prins Mohamed bin Fahdstadion, Dammam Toeschouwers: 62.740 Scheidsrechter: Mohsen Torky (IRN) |

### 2012
|                                                                             |                                                                      |       |                                             |                                                                              |
| 29 februari Kwalificatie WK 2014 Groep D № 554 «onderlinge duels» 16:30 uur | Australië                                                            | 4 – 2 | Saoedi-Arabië                               | AAMI Park, Melbourne Toeschouwers: 24.240 Scheidsrechter: Kim Dong-jin (KOR) |
| 29 februari Kwalificatie WK 2014 Groep D № 554 «onderlinge duels» 16:30 uur | Alex Brosque 43' Harry Kewell 73' Alex Brosque 75' Brett Emerton 76' |       | 19' Salem Al-Dossari 45' Nasser Al-Shamrani | AAMI Park, Melbourne Toeschouwers: 24.240 Scheidsrechter: Kim Dong-jin (KOR) |

|                                                             |                                                                                           |       |         |                                                           |
| 22 juni Arab Cup Groep A № 555 «onderlinge duels» 19:45 uur | Saoedi-Arabië                                                                             | 4 – 0 | Koeweit | King Fahdstadion, Taif Scheidsrechter: Gehad Grisha (EGY) |
| 22 juni Arab Cup Groep A № 555 «onderlinge duels» 19:45 uur | Mohammad Al-Sahlawi 22' Essa Al-Mehyani 51' Essa Al-Mehyani 56' Mohammad Al-Sahlawi 90+3' |       |         | King Fahdstadion, Taif Scheidsrechter: Gehad Grisha (EGY) |

|                                                             |                                                 |       |                                         |                                                                  |
| 28 juni Arab Cup Groep A № 556 «onderlinge duels» 19:45 uur | Saoedi-Arabië                                   | 2 – 2 | Palestina                               | King Fahdstadion, Taif Scheidsrechter: Khalid Abdel Rahman (SUD) |
| 28 juni Arab Cup Groep A № 556 «onderlinge duels» 19:45 uur | Abdulmajeed Al-Ruwaili 9' Khaled Al-Zealaiy 85' |       | 45' Husam Abu Saleh 72' Ismail Al-Amour | King Fahdstadion, Taif Scheidsrechter: Khalid Abdel Rahman (SUD) |

|                                                                 |               |                                                   |       |                                                                            |
| 3 juli Arab Cup Halve finale № 557 «onderlinge duels» 18:15 uur | Saoedi-Arabië | 0 – 2                                             | Libië | Prins Abdullah al-Faisalstadion, Jeddah Scheidsrechter: Gehad Grisha (EGY) |
| 3 juli Arab Cup Halve finale № 557 «onderlinge duels» 18:15 uur |               | 75' Waled Al-Sebaee 90+6' (pen.) Ahmed Saad Osman |       | Prins Abdullah al-Faisalstadion, Jeddah Scheidsrechter: Gehad Grisha (EGY) |

|                                                                 |               |                      |      |                                                                                  |
| 5 juli Arab Cup Troostfinale № 558 «onderlinge duels» 21:00 uur | Saoedi-Arabië | 0 – 1                | Irak | Prins Abdullah al-Faisalstadion, Jeddah Scheidsrechter: Khalid Abdurrahman (OMA) |
| 5 juli Arab Cup Troostfinale № 558 «onderlinge duels» 21:00 uur |               | 16' Alaa Abdul-Zahra |      | Prins Abdullah al-Faisalstadion, Jeddah Scheidsrechter: Khalid Abdurrahman (OMA) |

|                                                                  |                                                                       |       |               |                                                                                               |
| 7 september Vriendschappelijk № 559 «onderlinge duels» 21:00 uur | Spanje                                                                | 5 – 0 | Saoedi-Arabië | Estadio Juan Ramón Loubriel, Bayamón Toeschouwers: 11.850 Scheidsrechter: Anar Salmanov (AZE) |
| 7 september Vriendschappelijk № 559 «onderlinge duels» 21:00 uur | Santi Cazorla 22' Pedro 28' Xavi 46' David Villa 62' (pen.) Pedro 72' |       |               | Estadio Juan Ramón Loubriel, Bayamón Toeschouwers: 11.850 Scheidsrechter: Anar Salmanov (AZE) |

|                                                                   |                   |       |               |                                                                                          |
| 11 september Vriendschappelijk № 560 «onderlinge duels» 18:00 uur | Gabon             | 1 – 0 | Saoedi-Arabië | Stade Pierre Brisson, Beauvais Toeschouwers: onbekend Scheidsrechter: Ruddy Buquet (FRA) |
| 11 september Vriendschappelijk № 560 «onderlinge duels» 18:00 uur | Malick Evouna 75' |       |               | Stade Pierre Brisson, Beauvais Toeschouwers: onbekend Scheidsrechter: Ruddy Buquet (FRA) |

|                                                                 |                                                                    |       |                                        |                                                                                      |
| 14 oktober Vriendschappelijk № 561 «onderlinge duels» 18:00 uur | Saoedi-Arabië                                                      | 3 – 2 | Congo-Brazzaville                      | Prins Abdullah bin Jalawistadion, Ash Sharqiyah Scheidsrechter: Fahad Al-Marri (QAT) |
| 14 oktober Vriendschappelijk № 561 «onderlinge duels» 18:00 uur | Osama Al-Harbi 77' Rabea Sefiani 88' Mansour Al-Harbi 90+5' (pen.) |       | 27' Lys Mouithys 39' Ladislas Douniama | Prins Abdullah bin Jalawistadion, Ash Sharqiyah Scheidsrechter: Fahad Al-Marri (QAT) |

|                                                                  |               |       |            |                                                                                    |
| 14 november Vriendschappelijk № 562 «onderlinge duels» 20:00 uur | Saoedi-Arabië | 0 – 0 | Argentinië | Koning Fahdstadion, Riyad Toeschouwers: 52.338 Scheidsrechter: Ali Abdulnabi (BHR) |
| 14 november Vriendschappelijk № 562 «onderlinge duels» 20:00 uur |               |       |            | Koning Fahdstadion, Riyad Toeschouwers: 52.338 Scheidsrechter: Ali Abdulnabi (BHR) |

|                                                                 |                                         |       |                  |                                         |
| 5 december Vriendschappelijk № 563 «onderlinge duels» 20:00 uur | Saoedi-Arabië                           | 2 – 1 | Zambia           | Prins Abdullah al-Faisalstadion, Jeddah |
| 5 december Vriendschappelijk № 563 «onderlinge duels» 20:00 uur | Ahmed Al-Fraidi 14' Bader Al-Khames 65' |       | 77' Evans Kangwa | Prins Abdullah al-Faisalstadion, Jeddah |

| West-Aziatisch kampioenschap voetbal 2012 |
| ----------------------------------------- |

|                                                                                    |               |       |      |                                                                                                |
| 9 december West-Aziatisch kampioenschap Groep B № 564 «onderlinge duels» 17:30 uur | Saoedi-Arabië | 0 – 0 | Iran | Al-Sadaqua Walsalamstadion, Koeweit-Stad Toeschouwers: 1.200 Scheidsrechter: Minoru Tojo (JPN) |
| 9 december West-Aziatisch kampioenschap Groep B № 564 «onderlinge duels» 17:30 uur |               |       |      | Al-Sadaqua Walsalamstadion, Koeweit-Stad Toeschouwers: 1.200 Scheidsrechter: Minoru Tojo (JPN) |

|                                                                                     |               |                    |       | |
| 12 december West-Aziatisch kampioenschap Groep B № 565 «onderlinge duels» 19:30 uur | Saoedi-Arabië | 0 – 1              | Jemen | Al-Sadaqua Walsalamstadion, Koeweit-Stad Toeschouwers: 1.000 Scheidsrechter: Masoud Tufaylieh (SYR) |
| 12 december West-Aziatisch kampioenschap Groep B № 565 «onderlinge duels» 19:30 uur |               | 39' Abdullah Otayf |       | Al-Sadaqua Walsalamstadion, Koeweit-Stad Toeschouwers: 1.000 Scheidsrechter: Masoud Tufaylieh (SYR) |

|                                                                                     |                 |       |               |                                                                                                   |
| 15 december West-Aziatisch kampioenschap Groep B № 566 «onderlinge duels» 17:30 uur | Bahrein         | 1 – 0 | Saoedi-Arabië | Al-Sadaqua Walsalamstadion, Koeweit-Stad Toeschouwers: 200 Scheidsrechter: Naser Al-Ghafari (JOR) |
| 15 december West-Aziatisch kampioenschap Groep B № 566 «onderlinge duels» 17:30 uur | Jaycee John 77' |       |               | Al-Sadaqua Walsalamstadion, Koeweit-Stad Toeschouwers: 200 Scheidsrechter: Naser Al-Ghafari (JOR) |

|  |  |  |  |  |  |  |  |  |

### 2013
| Golf Cup of Nations 2013 |
| ------------------------ |

|                                                                          |               |                                           |      |                                                                                                   |
| 6 januari Golf Cup of Nations Groep B № 567 «onderlinge duels» 19:15 uur | Saoedi-Arabië | 0 – 2                                     | Irak | Khalifa Sports City Stadion, Madinat Isa Toeschouwers: 15.000 Scheidsrechter: Viktor Kassai (HUN) |
| 6 januari Golf Cup of Nations Groep B № 567 «onderlinge duels» 19:15 uur |               | 18' Salam Shakir 72' (e.d.) Osama Hawsawi |      | Khalifa Sports City Stadion, Madinat Isa Toeschouwers: 15.000 Scheidsrechter: Viktor Kassai (HUN) |

|                                                                          |       |                                             |               | |
| 9 januari Golf Cup of Nations Groep B № 568 «onderlinge duels» 19:15 uur | Jemen | 0 – 2                                       | Saoedi-Arabië | Khalifa Sports City Stadion, Madinat Isa Toeschouwers: 15.000 Scheidsrechter: Mohamed Al-Zarouni (VAE) |
| 9 januari Golf Cup of Nations Groep B № 568 «onderlinge duels» 19:15 uur |       | 33' Yasser Al-Qahtani 86' Fahad Al-Muwallad |               | Khalifa Sports City Stadion, Madinat Isa Toeschouwers: 15.000 Scheidsrechter: Mohamed Al-Zarouni (VAE) |

|                                                                           |                        |       |               | |
| 12 januari Golf Cup of Nations Groep B № 569 «onderlinge duels» 17:45 uur | Koeweit                | 1 – 0 | Saoedi-Arabië | Khalifa Sports City Stadion, Madinat Isa Toeschouwers: 25.000 Scheidsrechter: Ravshan Irmatov (UZB) |
| 12 januari Golf Cup of Nations Groep B № 569 «onderlinge duels» 17:45 uur | Yousef Al-Sulaiman 13' |       |               | Khalifa Sports City Stadion, Madinat Isa Toeschouwers: 25.000 Scheidsrechter: Ravshan Irmatov (UZB) |

|  |  |  |  |  |  |  |  |  |

|                                                                            |                                       |       |               |                                                                                                  |
| 6 februari Kwalificatie AK 2015 Groep C № 570 «onderlinge duels» 20:15 uur | Saoedi-Arabië                         | 2 – 1 | China         | Prins Mohamed bin Fahdstadion, Dammam Toeschouwers: 20.000 Scheidsrechter: Ravshan Irmatov (UZB) |
| 6 februari Kwalificatie AK 2015 Groep C № 570 «onderlinge duels» 20:15 uur | Fahad Al-Muwallad 23' Naif Hazazi 77' |       | 29' Zhao Xuri | Prins Mohamed bin Fahdstadion, Dammam Toeschouwers: 20.000 Scheidsrechter: Ravshan Irmatov (UZB) |

|                                                               |                      |       |                                                                             |                                                                               |
| 17 maart Vriendschappelijk № 571 «onderlinge duels» 20:15 uur | Maleisië             | 1 – 4 | Saoedi-Arabië                                                               | Shah Alamstadion, Shah Alam Scheidsrechter: Nagor Amir bin Noor Mohamed (MAS) |
| 17 maart Vriendschappelijk № 571 «onderlinge duels» 20:15 uur | Mohd Safiq Rahim 71' |       | 7' Yousef Al-Salem 30' Yahya Al-Shehri 89' Naif Hazazi 90' Hamdan Al-Hamdan | Shah Alamstadion, Shah Alam Scheidsrechter: Nagor Amir bin Noor Mohamed (MAS) |

|                                                                          |                 |       |                                         |                                                                                             |
| 23 maart Kwalificatie AK 2015 Groep C № 572 «onderlinge duels» 18:00 uur | Indonesië       | 1 – 2 | Saoedi-Arabië                           | Gelora Bung Karnostadion, Jakarta Toeschouwers: 75.000 Scheidsrechter: Kim Jong-hyeok (KOR) |
| 23 maart Kwalificatie AK 2015 Groep C № 572 «onderlinge duels» 18:00 uur | Boaz Solossa 5' |       | 14' Yousef Al-Salem 55' Yousef Al-Salem | Gelora Bung Karnostadion, Jakarta Toeschouwers: 75.000 Scheidsrechter: Kim Jong-hyeok (KOR) |

|                                                                  |               |                  |               |                                                                                             |
| 5 september Vriendschappelijk № 573 «onderlinge duels» 21:30 uur | Saoedi-Arabië | 0 – 1            | Nieuw-Zeeland | Koning Fahdstadion, Riyad Toeschouwers: 2.340 Scheidsrechter: Abdulameer Abdulshaheed (BHR) |
| 5 september Vriendschappelijk № 573 «onderlinge duels» 21:30 uur |               | 78' Chris Killen |               | Koning Fahdstadion, Riyad Toeschouwers: 2.340 Scheidsrechter: Abdulameer Abdulshaheed (BHR) |

|                                                                  |                 |       |                                                     |                                                                               |
| 9 september Vriendschappelijk № 574 «onderlinge duels» 18:45 uur | Saoedi-Arabië   | 1 – 3 | Trinidad en Tobago                                  | Koning Fahdstadion, Riyad Toeschouwers: 350 Scheidsrechter: Jameel Juma (BHR) |
| 9 september Vriendschappelijk № 574 «onderlinge duels» 18:45 uur | Naif Hazazi 47' |       | 4' Kenwyne Jones 5' Kenwyne Jones 85' Andre Boucaud | Koning Fahdstadion, Riyad Toeschouwers: 350 Scheidsrechter: Jameel Juma (BHR) |

|                                                                            |      |                                         |               |                                                                                             |
| 15 oktober Kwalificatie AK 2015 Groep C № 575 «onderlinge duels» 19:30 uur | Irak | 0 – 2                                   | Saoedi-Arabië | Koning Abdullahstadion, Amman Toeschouwers: 12.000 Scheidsrechter: Abdullah Al-Hilali (OMA) |
| 15 oktober Kwalificatie AK 2015 Groep C № 575 «onderlinge duels» 19:30 uur |      | 34' Osama Hawsawi 5' Nassir Al-Shamrani |               | Koning Abdullahstadion, Amman Toeschouwers: 12.000 Scheidsrechter: Abdullah Al-Hilali (OMA) |

|                                                                             |                                             |       |                    |                                                                                               |
| 15 november Kwalificatie AK 2015 Groep C № 576 «onderlinge duels» 19:30 uur | Saoedi-Arabië                               | 2 – 1 | Irak               | Prins Mohamed bin Fahdstadion, Dammam Toeschouwers: 21.600 Scheidsrechter: Masaaki Toma (JPN) |
| 15 november Kwalificatie AK 2015 Groep C № 576 «onderlinge duels» 19:30 uur | Taisir Al-Jassim 18' Nasser Al-Shamrani 60' |       | 45' Younis Mahmoud | Prins Mohamed bin Fahdstadion, Dammam Toeschouwers: 21.600 Scheidsrechter: Masaaki Toma (JPN) |

|                                                                             |       |       |               |                                                                              |
| 19 november Kwalificatie AK 2015 Groep C № 577 «onderlinge duels» 19:30 uur | China | 0 – 0 | Saoedi-Arabië | Shaanxi iRENA, Xi'an Toeschouwers: 36.016 Scheidsrechter: Kim Dong-jin (KOR) |
| 19 november Kwalificatie AK 2015 Groep C № 577 «onderlinge duels» 19:30 uur |       |       |               | Shaanxi iRENA, Xi'an Toeschouwers: 36.016 Scheidsrechter: Kim Dong-jin (KOR) |

|                                                                                     |           |       |               |                                                                                          |
| 28 december West-Aziatisch kampioenschap Groep A № 578 «onderlinge duels» 17:30 uur | Palestina | 0 – 0 | Saoedi-Arabië | Jassam bin Hamadstadion, Doha Toeschouwers: 400 Scheidsrechter: Abdullah Al-Hilali (OMA) |
| 28 december West-Aziatisch kampioenschap Groep A № 578 «onderlinge duels» 17:30 uur |           |       |               | Jassam bin Hamadstadion, Doha Toeschouwers: 400 Scheidsrechter: Abdullah Al-Hilali (OMA) |

|                                                                                     |                                                                       |       |                       |                                                                                            |
| 31 december West-Aziatisch kampioenschap Groep A № 579 «onderlinge duels» 14:30 uur | Qatar                                                                 | 4 – 1 | Saoedi-Arabië         | Jassam bin Hamadstadion, Doha Toeschouwers: 5.720 Scheidsrechter: Valentin Kovalenko (UZB) |
| 31 december West-Aziatisch kampioenschap Groep A № 579 «onderlinge duels» 14:30 uur | Boualem Khoukhi 15' Boualem Khoukhi 55' Adel Ahmed 57' Adel Ahmed 62' |       | 31' Mohammed Majrashi | Jassam bin Hamadstadion, Doha Toeschouwers: 5.720 Scheidsrechter: Valentin Kovalenko (UZB) |

### 2014
|                                                                         |                       |       |           |                                                                                                  |
| 5 maart Kwalificatie AK 2015 Groep C № 580 «onderlinge duels» 20:30 uur | Saoedi-Arabië         | 1 – 0 | Indonesië | Prins Mohamed bin Fahdstadion, Dammam Toeschouwers: 9.500 Scheidsrechter: Ammar Al-Junaibi (VAE) |
| 5 maart Kwalificatie AK 2015 Groep C № 580 «onderlinge duels» 20:30 uur | Fahad Al-Muwallad 87' |       |           | Prins Mohamed bin Fahdstadion, Dammam Toeschouwers: 9.500 Scheidsrechter: Ammar Al-Junaibi (VAE) |

|                                                             |               |                                                                                      |          | |
| 24 mei Vriendschappelijk № 581 «onderlinge duels» 18:00 uur | Saoedi-Arabië | 0 – 4                                                                                | Moldavië | Estadio Municipal de Chapín, Jerez de la Frontera Toeschouwers: 800 Scheidsrechter: Alejandro Hernández (ESP) |
| 24 mei Vriendschappelijk № 581 «onderlinge duels» 18:00 uur |               | 8' Igor Armaş 32' (pen.) Alexandru Epureanu 34' Serghei Alexeev 54' Alexandru Gaţcan |          | Estadio Municipal de Chapín, Jerez de la Frontera Toeschouwers: 800 Scheidsrechter: Alejandro Hernández (ESP) |

|                                                             |               |                                                    |         |                                                                                               |
| 29 mei Vriendschappelijk № 582 «onderlinge duels» 21:00 uur | Saoedi-Arabië | 0 – 2                                              | Georgië | Estadio Municipal de Chapín, Jerez Toeschouwers: 1.200 Scheidsrechter: Carlos del Cerro (ESP) |
| 29 mei Vriendschappelijk № 582 «onderlinge duels» 21:00 uur |               | 45+2' Tornike Okriasjvili 71' Vladimer Dvalisjvili |         | Estadio Municipal de Chapín, Jerez Toeschouwers: 1.200 Scheidsrechter: Carlos del Cerro (ESP) |

|                                                                  |                                        |       |                                                 |                                                                                  |
| 8 september Vriendschappelijk № 583 «onderlinge duels» 21:00 uur | Saoedi-Arabië                          | 2 – 3 | Australië                                       | Craven Cottage, Londen Toeschouwers: 3.677 Scheidsrechter: Martin Atkinson (ENG) |
| 8 september Vriendschappelijk № 583 «onderlinge duels» 21:00 uur | Hassan Mouath 71' Taisir Al-Jassim 84' |       | 3' Tim Cahill 6' Mile Jedinak 77' Bailey Wright | Craven Cottage, Londen Toeschouwers: 3.677 Scheidsrechter: Martin Atkinson (ENG) |

|                                                                 |                 |       |                          |                                                                                                   |
| 10 oktober Vriendschappelijk № 584 «onderlinge duels» 20:00 uur | Saoedi-Arabië   | 1 – 1 | Uruguay                  | Prins Abdullah al-Faisalstadion, Jeddah Toeschouwers: 50.569 Scheidsrechter: Jameel Mohamed (BHR) |
| 10 oktober Vriendschappelijk № 584 «onderlinge duels» 20:00 uur | Naif Hazazi 90' |       | 47' (e.d.) Hassan Mouath | Prins Abdullah al-Faisalstadion, Jeddah Toeschouwers: 50.569 Scheidsrechter: Jameel Mohamed (BHR) |

|                                                                 |                  |       |                   | |
| 14 oktober Vriendschappelijk № 585 «onderlinge duels» 20:00 uur | Saoedi-Arabië    | 1 – 1 | Libanon           | Prins Abdullah al-Faisalstadion, Jeddah Toeschouwers: 10.511 Scheidsrechter: Abdulshaheed Abdulameer (BHR) |
| 14 oktober Vriendschappelijk № 585 «onderlinge duels» 20:00 uur | Omar Howsawi 15' |       | 16' Hassan Mouath | Prins Abdullah al-Faisalstadion, Jeddah Toeschouwers: 10.511 Scheidsrechter: Abdulshaheed Abdulameer (BHR) |

|                                                                 |                                       |       |           |                                                                                                 |
| 6 november Vriendschappelijk № 586 «onderlinge duels» 20:00 uur | Saoedi-Arabië                         | 2 – 0 | Palestina | Prins Mohamed bin Fahdstadion, Dammam Toeschouwers: 2.401 Scheidsrechter: Omar Al-Yaqoubi (OMA) |
| 6 november Vriendschappelijk № 586 «onderlinge duels» 20:00 uur | Naif Hazazi 35' Fahad Al-Muwallad 61' |       |           | Prins Mohamed bin Fahdstadion, Dammam Toeschouwers: 2.401 Scheidsrechter: Omar Al-Yaqoubi (OMA) |

|                                                                  |                       |       |                   |                                                                          |
| 13 november Vriendschappelijk № 587 «onderlinge duels» 19:00 uur | Saoedi-Arabië         | 1 – 1 | Qatar             | Prins Mohamed bin Fahdstadion, Dammam Scheidsrechter: Ben Williams (AUS) |
| 13 november Vriendschappelijk № 587 «onderlinge duels» 19:00 uur | Fahad Al-Muwallad 37' |       | 53' Ibrahim Majid | Prins Mohamed bin Fahdstadion, Dammam Scheidsrechter: Ben Williams (AUS) |

| Golf Cup of Nations 2014 |
| ------------------------ |

|                                                                            |                       |       |                   |                                                              |
| 13 november Golf Cup of Nations Groep A № 588 «onderlinge duels» 19:00 uur | Saoedi-Arabië         | 1 – 1 | Qatar             | Koning Fahdstadion, Riyad Scheidsrechter: Ben Williams (AUS) |
| 13 november Golf Cup of Nations Groep A № 588 «onderlinge duels» 19:00 uur | Fahad Al-Muwallad 37' |       | 54' Ibrahim Majid | Koning Fahdstadion, Riyad Scheidsrechter: Ben Williams (AUS) |

|                                                                            |                                                                               |       |         |                                                                                                 |
| 16 november Golf Cup of Nations Groep A № 589 «onderlinge duels» 20:15 uur | Saoedi-Arabië                                                                 | 3 – 0 | Bahrein | Koning Fahdstadion, Riyad Toeschouwers: 55.000 Scheidsrechter: Mohanad Qasim Eesee Sarray (IRQ) |
| 16 november Golf Cup of Nations Groep A № 589 «onderlinge duels» 20:15 uur | Nasser Al-Shamrani 26' Abdulla Al-Haza'a 54' (e.d.) Mohamed Husain 70' (e.d.) |       |         | Koning Fahdstadion, Riyad Toeschouwers: 55.000 Scheidsrechter: Mohanad Qasim Eesee Sarray (IRQ) |

|                                                                            |                   |       |       |                                                               |
| 19 november Golf Cup of Nations Groep A № 590 «onderlinge duels» 19:45 uur | Saoedi-Arabië     | 1 – 0 | Jemen | Koning Fahdstadion, Riyad Scheidsrechter: Damir Skomina (SLO) |
| 19 november Golf Cup of Nations Groep A № 590 «onderlinge duels» 19:45 uur | Nawaf Al-Abed 28' |       |       | Koning Fahdstadion, Riyad Scheidsrechter: Damir Skomina (SLO) |

|                                                                                 |                                                               |       |                                   |                                                                    |
| 23 november Golf Cup of Nations Halve finale № 591 «onderlinge duels» 21:00 uur | Saoedi-Arabië                                                 | 3 – 2 | Verenigde Arabische Emiraten      | Koning Fahdstadion, Riyad Scheidsrechter: Valentin Kovalenko (UZB) |
| 23 november Golf Cup of Nations Halve finale № 591 «onderlinge duels» 21:00 uur | Nasser Al-Shamrani 19' Nawaf Al-Abed 22' Salem Al-Dossari 86' |       | 53' Ahmed Khalil 79' Ahmed Khalil | Koning Fahdstadion, Riyad Scheidsrechter: Valentin Kovalenko (UZB) |

|                                                                           |                  |       |                                             |                                                                                                 |
| 23 november Golf Cup of Nations Finale № 592 «onderlinge duels» 19:45 uur | Saoedi-Arabië    | 1 – 2 | Qatar                                       | Koning Fahdstadion, Riyad Toeschouwers: 60.000 Scheidsrechter: Mohanad Qasim Eesee Sarray (IRQ) |
| 23 november Golf Cup of Nations Finale № 592 «onderlinge duels» 19:45 uur | Saud Khariri 16' |       | 18' Almahdi Ali Mukhtar 58' Boualem Khoukhi | Koning Fahdstadion, Riyad Toeschouwers: 60.000 Scheidsrechter: Mohanad Qasim Eesee Sarray (IRQ) |

|  |  |  |  |  |  |  |  |  |

|                                                                  |                 |       |                                                                                           |                                                            |
| 23 november Vriendschappelijk № 593 «onderlinge duels» 19:00 uur | Saoedi-Arabië   | 1 – 4 | Bahrein                                                                                   | Simonds Stadium, Geelong Scheidsrechter: Peter Green (AUS) |
| 23 november Vriendschappelijk № 593 «onderlinge duels» 19:00 uur | Naif Hazazi 47' |       | 17' (pen.) Faouzi Aaish 25' Sami Al-Husaini 57' (pen.) Ismael Abdullatif 79' Faouzi Aaish | Simonds Stadium, Geelong Scheidsrechter: Peter Green (AUS) |

### 2015
|                                                                |               |                                            |            |                                                                                |
| 4 januari Vriendschappelijk № 594 «onderlinge duels» 19:00 uur | Saoedi-Arabië | 0 – 2                                      | Zuid-Korea | Pirtek Stadium, Sydney Toeschouwers: 6.320 Scheidsrechter: Jarred Gillet (AUS) |
| 4 januari Vriendschappelijk № 594 «onderlinge duels» 19:00 uur |               | 67' (e.d.) Osama Hawsawi 90' Lee Jung-hyub |            | Pirtek Stadium, Sydney Toeschouwers: 6.320 Scheidsrechter: Jarred Gillet (AUS) |

| Aziatisch kampioenschap |
| ----------------------- |

|                                                                               |               |            |       |                                                                                      |
| 10 januari Aziatisch kampioenschap Groep B № 595 «onderlinge duels» 19:00 uur | Saoedi-Arabië | 0 – 1      | China | Suncorp Stadium, Brisbane Toeschouwers: 12.557 Scheidsrechter: Alireza Faghani (IRN) |
| 10 januari Aziatisch kampioenschap Groep B № 595 «onderlinge duels» 19:00 uur |               | 81' Yu Hai |       | Suncorp Stadium, Brisbane Toeschouwers: 12.557 Scheidsrechter: Alireza Faghani (IRN) |

|                                                                               |                   |       |                                                                                   | |
| 14 januari Aziatisch kampioenschap Groep B № 596 «onderlinge duels» 19:00 uur | Noord-Korea       | 1 – 4 | Saoedi-Arabië                                                                     | Melbourne Rectangular Stadium, Melbourne Toeschouwers: 12.349 Scheidsrechter: Abdullah Al-Hilali (OMA) |
| 14 januari Aziatisch kampioenschap Groep B № 596 «onderlinge duels» 19:00 uur | Ryang Yong-gi 11' |       | 37' Naif Hazazi 52' Mohammad Al-Sahlawi 54' Mohammad Al-Sahlawi 77' Nawaf Al-Abed | Melbourne Rectangular Stadium, Melbourne Toeschouwers: 12.349 Scheidsrechter: Abdullah Al-Hilali (OMA) |

|                                                                               |                                                           |       |                                |                                                                                                  |
| 18 januari Aziatisch kampioenschap Groep B № 597 «onderlinge duels» 20:00 uur | Oezbekistan                                               | 3 – 1 | Saoedi-Arabië                  | Melbourne Rectangular Stadium, Melbourne Toeschouwers: 10.871 Scheidsrechter: Ben Williams (AUS) |
| 18 januari Aziatisch kampioenschap Groep B № 597 «onderlinge duels» 20:00 uur | Sardor Rashidov 2' Vokhid Sodijev 71' Sardor Rashidov 79' |       | 60' (pen.) Mohammad Al-Sahlawi | Melbourne Rectangular Stadium, Melbourne Toeschouwers: 10.871 Scheidsrechter: Ben Williams (AUS) |

|  |  |  |  |  |  |  |  |  |

|                                                               |                                                 |       |                      | |
| 30 maart Vriendschappelijk № 598 «onderlinge duels» 18:30 uur | Saoedi-Arabië                                   | 2 – 1 | Jordanië             | Prins Mohamed bin Fahdstadion, Dammam Toeschouwers: 7.800 Scheidsrechter: Abdullah Al-Baloushi (QAT) |
| 30 maart Vriendschappelijk № 598 «onderlinge duels» 18:30 uur | Mohammad Al-Sahlawi 86' Mohammad Al-Sahlawi 90' |       | 90' Hamza Al-Dardour | Prins Mohamed bin Fahdstadion, Dammam Toeschouwers: 7.800 Scheidsrechter: Abdullah Al-Baloushi (QAT) |

|                                                                         |                                                                    |       |                                       | |
| 11 juni Kwalificatie WK 2018 Groep A № 599 «onderlinge duels» 21:00 uur | Saoedi-Arabië                                                      | 3 – 2 | Palestina                             | Prins Mohamed bin Fahdstadion, Dammam Toeschouwers: 4.820 Scheidsrechter: Abdulrahman Al-Jassim (QAT) |
| 11 juni Kwalificatie WK 2018 Groep A № 599 «onderlinge duels» 21:00 uur | Yahya Al-Shehri 6' Mohammad Al-Sahlawi 47' Mohammad Al-Sahlawi 90' |       | 51' Pablo Tamburrini 90' Matías Jadue | Prins Mohamed bin Fahdstadion, Dammam Toeschouwers: 4.820 Scheidsrechter: Abdulrahman Al-Jassim (QAT) |

|                                                                             | |       |            |                                                                                                   |
| 3 september Kwalificatie WK 2018 Groep A № 600 «onderlinge duels» 20:40 uur | Saoedi-Arabië | 7 – 0 | Oost-Timor | Prins Abdullah al-Faisalstadion, Jeddah Toeschouwers: 11.000 Scheidsrechter: Timur Faizulin (KGZ) |
| 3 september Kwalificatie WK 2018 Groep A № 600 «onderlinge duels» 20:40 uur | Yahya Al-Shehri 3' Mohammad Al-Sahlawi 23' (pen.) Mohammad Al-Sahlawi 26' Salman Al-Faraj 30' Taisir Al-Jassim 32' Mohammad Al-Sahlawi 71' Fahad Al-Muwallad 74' |       |            | Prins Abdullah al-Faisalstadion, Jeddah Toeschouwers: 11.000 Scheidsrechter: Timur Faizulin (KGZ) |

|                                                                             |                      |       |                                              |                                                                                         |
| 7 september Kwalificatie WK 2018 Groep A № 601 «onderlinge duels» 20:45 uur | Maleisië             | 0 – 3 | Saoedi-Arabië                                | Nationaal stadion, Kuala Lumpur Toeschouwers: 10.000 Scheidsrechter: Liu Kwok Man (HKG) |
| 7 september Kwalificatie WK 2018 Groep A № 601 «onderlinge duels» 20:45 uur | Mohd Safiq Rahim 70' |       | 73' Taisir Al-Jassim 76' Mohammad Al-Sahlawi | Nationaal stadion, Kuala Lumpur Toeschouwers: 10.000 Scheidsrechter: Liu Kwok Man (HKG) |

|                                                                           |                                                        |       |                  | |
| 8 oktober Kwalificatie WK 2018 Groep A № 602 «onderlinge duels» 20:00 uur | Saoedi-Arabië                                          | 2 – 1 | V.A.E.           | Prins Abdullah al-Faisalstadion, Jeddah Toeschouwers: 32.482 Scheidsrechter: Muahmmad Taqi Bin Jahari (SIN) |
| 8 oktober Kwalificatie WK 2018 Groep A № 602 «onderlinge duels» 20:00 uur | Mohammad Al-Sahlawi 45' Mohammad Al-Sahlawi 90' (pen.) |       | 18' Ahmed Khalil | Prins Abdullah al-Faisalstadion, Jeddah Toeschouwers: 32.482 Scheidsrechter: Muahmmad Taqi Bin Jahari (SIN) |

|                                                                            |           |       |               |                                                                                          |
| 9 november Kwalificatie WK 2018 Groep A № 603 «onderlinge duels» 16:00 uur | Palestina | 0 – 0 | Saoedi-Arabië | Koning Abdullahstadion, Amman Toeschouwers: 10.000 Scheidsrechter: Adham Makhadmeh (JOR) |
| 9 november Kwalificatie WK 2018 Groep A № 603 «onderlinge duels» 16:00 uur |           |       |               | Koning Abdullahstadion, Amman Toeschouwers: 10.000 Scheidsrechter: Adham Makhadmeh (JOR) |

|                                                                             |            | |               |                                                                                         |
| 17 november Kwalificatie WK 2018 Groep A № 604 «onderlinge duels» 16:00 uur | Oost-Timor | 0 – 10 | Saoedi-Arabië | Estádio Nacional, Dili Toeschouwers: 2.000 Scheidsrechter: Hettikamkanamge Perera (SRI) |
| 17 november Kwalificatie WK 2018 Groep A № 604 «onderlinge duels» 16:00 uur |            | 29' (pen.) Mohammad Al-Sahlawi 34' Mohammed Al-Nakhli 35' Yahya Al-Shehri 42' Mohammad Al-Sahlawi 55' (pen.) Mohammad Al-Sahlawi 70' Mohammad Al-Sahlawi 85' Taisir Al-Jassim 89' Mohammad Al-Sahlawi 90' Naif Hazazi 90+2' Fahad Al-Muwallad |               | Estádio Nacional, Dili Toeschouwers: 2.000 Scheidsrechter: Hettikamkanamge Perera (SRI) |

### 2016
|                                                                          |                                              |       |          |                                                                                                 |
| 24 maart Kwalificatie WK 2018 Groep A № 605 «onderlinge duels» 20:30 uur | Saoedi-Arabië                                | 2 – 0 | Maleisië | Prins Abdullah al-Faisalstadion, Jeddah Toeschouwers: 34.839 Scheidsrechter: Kim Dong-jin (KOR) |
| 24 maart Kwalificatie WK 2018 Groep A № 605 «onderlinge duels» 20:30 uur | Mohammad Al-Sahlawi 50' Taisir Al-Jassim 74' |       |          | Prins Abdullah al-Faisalstadion, Jeddah Toeschouwers: 34.839 Scheidsrechter: Kim Dong-jin (KOR) |

|                                                                          |                      |       |                      |                                                                                                 |
| 29 maart Kwalificatie WK 2018 Groep A № 606 «onderlinge duels» 19:00 uur | V.A.E.               | 1 – 1 | Saoedi-Arabië        | Mohammed Bin Zayedstadion, Abu Dhabi Toeschouwers: 32.325 Scheidsrechter: Nawaf Shukralla (BHR) |
| 29 maart Kwalificatie WK 2018 Groep A № 606 «onderlinge duels» 19:00 uur | Omar Abdulrahman 52' |       | 24' Taisir Al-Jassim | Mohammed Bin Zayedstadion, Abu Dhabi Toeschouwers: 32.325 Scheidsrechter: Nawaf Shukralla (BHR) |

|                                                                  |                                                                                   |       |      |                                                              |
| 24 augustus Vriendschappelijk № 607 «onderlinge duels» 19:30 uur | Saoedi-Arabië                                                                     | 4 – 0 | Laos | Grand Hamadstadion, Doha Scheidsrechter: Ali Abdulnabi (BHR) |
| 24 augustus Vriendschappelijk № 607 «onderlinge duels» 19:30 uur | Taisir Al-Jassim 31' Mohammad Al-Sahlawi 48' Ali Awaji 67' Housain Al-Mogahwi 70' |       |      | Grand Hamadstadion, Doha Scheidsrechter: Ali Abdulnabi (BHR) |

|                                                                                         |                          |       |          |                                                                              |
| 1 september Kwalificatie WK 2018 Derde ronde Groep B № 608 «onderlinge duels» 20:30 uur | Saoedi-Arabië            | 1 – 0 | Thailand | Koning Fahdstadion, Riyad Toeschouwers: 40.983 Scheidsrechter: Ming Fu (CHN) |
| 1 september Kwalificatie WK 2018 Derde ronde Groep B № 608 «onderlinge duels» 20:30 uur | Nawaf Al-Abed 84' (pen.) |       |          | Koning Fahdstadion, Riyad Toeschouwers: 40.983 Scheidsrechter: Ming Fu (CHN) |

|                                                                                         |                           |       |                                                   |                                                                                       |
| 6 september Kwalificatie WK 2018 Derde ronde Groep B № 609 «onderlinge duels» 19:00 uur | Irak                      | 1 – 2 | Saoedi-Arabië                                     | Shah Alamstadion, Shah Alam Toeschouwers: 3.400 Scheidsrechter: Khamis Al-Marri (QAT) |
| 6 september Kwalificatie WK 2018 Derde ronde Groep B № 609 «onderlinge duels» 19:00 uur | Mohannad Abdul-Raheem 18' |       | 81' (pen.) Nawaf Al-Abed 88' (pen.) Nawaf Al-Abed | Shah Alamstadion, Shah Alam Toeschouwers: 3.400 Scheidsrechter: Khamis Al-Marri (QAT) |

|                                                                           |                                            |       |                                    | |
| 6 oktober Kwalificatie WK 2018 Groep B № 610 «onderlinge duels» 19:45 uur | Saoedi-Arabië                              | 2 – 2 | Australië                          | Prins Abdullah al-Faisalstadion, Jeddah Toeschouwers: 51.616 Scheidsrechter: Ravshan Irmatov (UZB) |
| 6 oktober Kwalificatie WK 2018 Groep B № 610 «onderlinge duels» 19:45 uur | Taisir Al-Jassim 5' Nasser Al-Shamrani 79' |       | 45' Trent Sainsbury 71' Tomi Jurić | Prins Abdullah al-Faisalstadion, Jeddah Toeschouwers: 51.616 Scheidsrechter: Ravshan Irmatov (UZB) |

|                                                                            |                                                             |       |        |                                                                                                   |
| 11 oktober Kwalificatie WK 2018 Groep B № 611 «onderlinge duels» 20:45 uur | Saoedi-Arabië                                               | 3 – 0 | V.A.E. | Prins Abdullah al-Faisalstadion, Jeddah Toeschouwers: 60.102 Scheidsrechter: Kim Jong-hyeok (KOR) |
| 11 oktober Kwalificatie WK 2018 Groep B № 611 «onderlinge duels» 20:45 uur | Fahad Al-Muwallad 73' Nawaf Al-Abed 79' Yahya Al-Shehri 90' |       |        | Prins Abdullah al-Faisalstadion, Jeddah Toeschouwers: 60.102 Scheidsrechter: Kim Jong-hyeok (KOR) |

|                                                                             |                                                 |       |                  |                                                                                             |
| 15 november Kwalificatie WK 2018 Groep B № 612 «onderlinge duels» 18:30 uur | Japan                                           | 2 – 1 | Saoedi-Arabië    | Saitamastadion, Saitama Toeschouwers: 58.420 Scheidsrechter: Muahmmad Taqi Bin Jahari (SIN) |
| 15 november Kwalificatie WK 2018 Groep B № 612 «onderlinge duels» 18:30 uur | Hiroshi Kiyotake 45' (pen.) Genki Haraguchi 80' |       | 90' Omar Hawsawi | Saitamastadion, Saitama Toeschouwers: 58.420 Scheidsrechter: Muahmmad Taqi Bin Jahari (SIN) |

### 2017
|                                                                 |               |       |          |                                                                                         |
| 10 januari Vriendschappelijk № 613 «onderlinge duels» 17:00 uur | Saoedi-Arabië | 0 – 0 | Slovenië | Sheikh Zayedstadion, Abu Dhabi Toeschouwers: 500 Scheidsrechter: Ammar Al-Junaibi (VAE) |
| 10 januari Vriendschappelijk № 613 «onderlinge duels» 17:00 uur |               |       |          | Sheikh Zayedstadion, Abu Dhabi Toeschouwers: 500 Scheidsrechter: Ammar Al-Junaibi (VAE) |

|                                                                 | |       |                                     |                                                                   |
| 13 januari Vriendschappelijk № 614 «onderlinge duels» 20:45 uur | Saoedi-Arabië | 7 – 2 | Cambodja                            | Sheikh Zayedstadion, Abu Dhabi Scheidsrechter: Hamad Al-Ali (VAE) |
| 13 januari Vriendschappelijk № 614 «onderlinge duels» 20:45 uur | Nasser Al-Shamrani 23' (pen.) Nasser Al-Shamrani 28' Nasser Al-Shamrani 37' Mohammad Al-Sahlawi 49' (pen.) Kungsomrach Ros 63' (e.d.) Mohammad Al-Sahlawi 79' (pen.) Abdulmajeed Al-Ruwaili 80' |       | 19' Khuon Laboravy 38' Keo Sokpheng | Sheikh Zayedstadion, Abu Dhabi Scheidsrechter: Hamad Al-Ali (VAE) |

|                                                                          |          |                                                                            |               |                                                                                      |
| 23 maart Kwalificatie WK 2018 Groep B № 615 «onderlinge duels» 19:00 uur | Thailand | 0 – 3                                                                      | Saoedi-Arabië | Rajamangalastadion, Bangkok Toeschouwers: 41.613 Scheidsrechter: Ali Abdulnabi (BHR) |
| 23 maart Kwalificatie WK 2018 Groep B № 615 «onderlinge duels» 19:00 uur |          | 26' Mohammad Al-Sahlawi 84' (e.d.) Tanaboon Kesarat 90' Salman Al-Muwashar |               | Rajamangalastadion, Bangkok Toeschouwers: 41.613 Scheidsrechter: Ali Abdulnabi (BHR) |

|                                                                          |                     |       |      | |
| 28 maart Kwalificatie WK 2018 Groep B № 616 «onderlinge duels» 20:45 uur | Saoedi-Arabië       | 1 – 0 | Irak | Prins Abdullah al-Faisalstadion, Jeddah Toeschouwers: 60.153 Scheidsrechter: Valentin Kovalenko (UZB) |
| 28 maart Kwalificatie WK 2018 Groep B № 616 «onderlinge duels» 20:45 uur | Yahya Al-Shehri 53' |       |      | Prins Abdullah al-Faisalstadion, Jeddah Toeschouwers: 60.153 Scheidsrechter: Valentin Kovalenko (UZB) |

|                                                                        |                                            |       |                                             |                                                                                    |
| 8 juni Kwalificatie WK 2018 Groep B № 617 «onderlinge duels» 20:30 uur | Australië                                  | 3 – 2 | Saoedi-Arabië                               | Adelaide Oval, Adelaide Toeschouwers: 29.785 Scheidsrechter: Ravshan Irmatov (UZB) |
| 8 juni Kwalificatie WK 2018 Groep B № 617 «onderlinge duels» 20:30 uur | Tomi Jurić 7' Tomi Jurić 36' Tom Rogic 64' |       | 23' Salem Al-Dawsari 45+2' Salem Al-Dawsari | Adelaide Oval, Adelaide Toeschouwers: 29.785 Scheidsrechter: Ravshan Irmatov (UZB) |

|                                                                             |                                   |       |                          |                                                                                             |
| 29 augustus Kwalificatie WK 2018 Groep B № 618 «onderlinge duels» 20:30 uur | V.A.E.                            | 2 – 1 | Saoedi-Arabië            | Hazza bin Zayedstadion, Abu Dhabi Toeschouwers: 10.221 Scheidsrechter: Kim Jong-hyeok (KOR) |
| 29 augustus Kwalificatie WK 2018 Groep B № 618 «onderlinge duels» 20:30 uur | Ali Mabkhout 21' Ahmed Khalil 60' |       | 20' (pen.) Nawaf Al-Abed | Hazza bin Zayedstadion, Abu Dhabi Toeschouwers: 10.221 Scheidsrechter: Kim Jong-hyeok (KOR) |

|                                                                             |                       |       |       |                                                                                                  |
| 5 september Kwalificatie WK 2018 Groep B № 619 «onderlinge duels» 20:30 uur | Saoedi-Arabië         | 1 – 0 | Japan | Koning Abdoellah Sportstad, Djedda Toeschouwers: 62.165 Scheidsrechter: Valentin Kovalenko (UZB) |
| 5 september Kwalificatie WK 2018 Groep B № 619 «onderlinge duels» 20:30 uur | Fahad Al-Muwallad 63' |       |       | Koning Abdoellah Sportstad, Djedda Toeschouwers: 62.165 Scheidsrechter: Valentin Kovalenko (UZB) |

|                                                            |               |       |         |  |
| 7 oktober Vriendschappelijk № «onderlinge duels» 21:15 uur | Saoedi-Arabië | 5 – 2 | Jamaica |  |
| 7 oktober Vriendschappelijk № «onderlinge duels» 21:15 uur |               |       |         |  |

|                                                             |               |       |       |  |
| 10 oktober Vriendschappelijk № «onderlinge duels» 21:15 uur | Saoedi-Arabië | 0 – 3 | Ghana |  |
| 10 oktober Vriendschappelijk № «onderlinge duels» 21:15 uur |               |       |       |  |

|                                                             |         |       |               |  |
| 7 november Vriendschappelijk № «onderlinge duels» 18:00 uur | Letland | 0 – 2 | Saoedi-Arabië |  |
| 7 november Vriendschappelijk № «onderlinge duels» 18:00 uur |         |       |               |  |

|                                                              |                                                        |       |               |                                                                                        |
| 10 november Vriendschappelijk № «onderlinge duels» 20:45 uur | Portugal                                               | 3 – 0 | Saoedi-Arabië | Estádio do Fontelo, Viseu Toeschouwers: 6.800 Scheidsrechter: Sebastian Colțescu (ROM) |
| 10 november Vriendschappelijk № «onderlinge duels» 20:45 uur | Manuel Fernandes 32' Gonçalo Guedes 52' João Mário 90' |       |               | Estádio do Fontelo, Viseu Toeschouwers: 6.800 Scheidsrechter: Sebastian Colțescu (ROM) |

|                                                              |                  |       |               |                                                                                      |
| 13 november Vriendschappelijk № «onderlinge duels» 17:00 uur | Bulgarije        | 1 – 0 | Saoedi-Arabië | Estádio do Restelo, Lissabon Toeschouwers: 500 Scheidsrechter: Fábio Veríssimo (POR) |
| 13 november Vriendschappelijk № «onderlinge duels» 17:00 uur | Ivelin Popov 81' |       |               | Estádio do Restelo, Lissabon Toeschouwers: 500 Scheidsrechter: Fábio Veríssimo (POR) |

|                                                              |         |       |               |  |
| 22 december Vriendschappelijk № «onderlinge duels» 19:30 uur | Koeweit | 2 – 1 | Saoedi-Arabië |  |
| 22 december Vriendschappelijk № «onderlinge duels» 19:30 uur |         |       |               |  |

|                                                              |               |       |        |  |
| 25 december Vriendschappelijk № «onderlinge duels» 18:30 uur | Saoedi-Arabië | 0 – 0 | V.A.E. |  |
| 25 december Vriendschappelijk № «onderlinge duels» 18:30 uur |               |       |        |  |

|                                                              |      |       |               |  |
| 28 december Vriendschappelijk № «onderlinge duels» 19:30 uur | Oman | 2 – 0 | Saoedi-Arabië |  |
| 28 december Vriendschappelijk № «onderlinge duels» 19:30 uur |      |       |               |  |

### 2018
|                                                                  |                                                           |       |          |                                                                                        |
| 26 februari Vriendschappelijk № 628 «onderlinge duels» 18:30 uur | Saoedi-Arabië                                             | 3 – 0 | Moldavië | Koning Abdoellah Sportstad, Jeddah Toeschouwers: 6.914 Scheidsrechter: Paweł Gil (POL) |
| 26 februari Vriendschappelijk № 628 «onderlinge duels» 18:30 uur | Omar Hawsawi 10' Taisir Al-Jassim 57' Muhannad Assiri 88' |       |          | Koning Abdoellah Sportstad, Jeddah Toeschouwers: 6.914 Scheidsrechter: Paweł Gil (POL) |

|                                                                  |                                                                                |       |                  |                                                                                      |
| 28 februari Vriendschappelijk № 629 «onderlinge duels» 18:00 uur | Irak                                                                           | 4 – 1 | Saoedi-Arabië    | Basra Sports City, Basra Toeschouwers: 63.000 Scheidsrechter: Ammar Al-Jenaibi (UAE) |
| 28 februari Vriendschappelijk № 629 «onderlinge duels» 18:00 uur | Saeed Al-Yami 21' (e.d.) Emad Mohsin 47' Mohanad Kadhim 50' Mohanad Kadhim 71' |       | 57' Hassan Muath | Basra Sports City, Basra Toeschouwers: 63.000 Scheidsrechter: Ammar Al-Jenaibi (UAE) |

|                                                               |                   |       |                       |                                                                                                 |
| 23 maart Vriendschappelijk № 630 «onderlinge duels» 20:00 uur | Oekraïne          | 1 – 1 | Saoedi-Arabië         | Estadio Municipal de Marbella, Marbella Toeschouwers: 450 Scheidsrechter: Alberto Undiano (ESP) |
| 23 maart Vriendschappelijk № 630 «onderlinge duels» 20:00 uur | Artem Kravets 32' |       | 38' Fahad Al-Muwallad | Estadio Municipal de Marbella, Marbella Toeschouwers: 450 Scheidsrechter: Alberto Undiano (ESP) |

|                                                               |                                                                             |       |               |                                                                                       |
| 27 maart Vriendschappelijk № 631 «onderlinge duels» 20:45 uur | België                                                                      | 4 – 0 | Saoedi-Arabië | Koning Boudewijnstadion, Brussel Toeschouwers: 22.578 Scheidsrechter: Matej Jug (SLO) |
| 27 maart Vriendschappelijk № 631 «onderlinge duels» 20:45 uur | Romelu Lukaku 13' Romelu Lukaku 39' Michy Batshuayi 77' Kevin De Bruyne 78' |       |               | Koning Boudewijnstadion, Brussel Toeschouwers: 22.578 Scheidsrechter: Matej Jug (SLO) |

|                                                            |                                         |       |          |                                                                                                |
| 9 mei Vriendschappelijk № 632 «onderlinge duels» 20:30 uur | Saoedi-Arabië                           | 2 – 0 | Algerije | Estadio Ramón de Carranza, Cádiz Toeschouwers: 175 Scheidsrechter: Juan Martínez Munuera (ESP) |
| 9 mei Vriendschappelijk № 632 «onderlinge duels» 20:30 uur | Salman Al-Faraj 24' Yahya Al-Shehri 81' |       |          | Estadio Ramón de Carranza, Cádiz Toeschouwers: 175 Scheidsrechter: Juan Martínez Munuera (ESP) |

|                                                             |                                         |       |             |                                                                                                |
| 15 mei Vriendschappelijk № 633 «onderlinge duels» 19:30 uur | Saoedi-Arabië                           | 2 – 0 | Griekenland | Estadio de la Cartuja, Sevilla Toeschouwers: 150 Scheidsrechter: Carlos Del Cerro Grande (ESP) |
| 15 mei Vriendschappelijk № 633 «onderlinge duels» 19:30 uur | Salem Al-Dawsari 19' Mohammed Kanno 79' |       |             | Estadio de la Cartuja, Sevilla Toeschouwers: 150 Scheidsrechter: Carlos Del Cerro Grande (ESP) |

|                                                             |                                        |       |                     |                                                                                   |
| 28 mei Vriendschappelijk № 634 «onderlinge duels» 20:45 uur | Italië                                 | 2 – 1 | Saoedi-Arabië       | Kybunpark, Sankt Gallen Toeschouwers: 10.100 Scheidsrechter: Sandro Schärer (SUI) |
| 28 mei Vriendschappelijk № 634 «onderlinge duels» 20:45 uur | Mario Balotelli 21' Andrea Belotti 68' |       | 72' Yahya Al-Shehri | Kybunpark, Sankt Gallen Toeschouwers: 10.100 Scheidsrechter: Sandro Schärer (SUI) |

|                                                             |               |                                                          |      |                                                                               |
| 3 juni Vriendschappelijk № 635 «onderlinge duels» 20:00 uur | Saoedi-Arabië | 0 – 3                                                    | Peru | Kybunpark, Sankt Gallen Toeschouwers: 18.053 Scheidsrechter: Fedayi San (SUI) |
| 3 juni Vriendschappelijk № 635 «onderlinge duels» 20:00 uur |               | 20' André Carrillo 41' Paolo Guerrero 64' Paolo Guerrero |      | Kybunpark, Sankt Gallen Toeschouwers: 18.053 Scheidsrechter: Fedayi San (SUI) |

|                                                             |                                        |       |                      |                                                                               |
| 8 juni Vriendschappelijk № 636 «onderlinge duels» 19:30 uur | Duitsland                              | 2 – 1 | Saoedi-Arabië        | BayArena, Leverkusen Toeschouwers: 30.210 Scheidsrechter: Slavko Vinčić (SLO) |
| 8 juni Vriendschappelijk № 636 «onderlinge duels» 19:30 uur | Timo Werner 8' Omar Hawsawi 43' (e.d.) |       | 84' Taisir Al-Jassim | BayArena, Leverkusen Toeschouwers: 30.210 Scheidsrechter: Slavko Vinčić (SLO) |

|                                                                 |               |                                     |          |                                                                                               |
| 12 oktober Vriendschappelijk № 650 «onderlinge duels» 20:45 uur | Saoedi-Arabië | 0 – 2                               | Brazilië | King Saud University Stadium, Riyad Toeschouwers: 23.401 Scheidsrechter: Danny Makkelie (NED) |
| 12 oktober Vriendschappelijk № 650 «onderlinge duels» 20:45 uur |               | Gabriel Jesus 43' Alex Sandro 90+6' |          | King Saud University Stadium, Riyad Toeschouwers: 23.401 Scheidsrechter: Danny Makkelie (NED) |

|                                                                 |                          |       |                 |                                                                                            |
| 15 oktober Vriendschappelijk № 651 «onderlinge duels» 20:45 uur | Saoedi-Arabië            | 1 – 1 | Irak            | King Saud University Stadium, Riyad Toeschouwers: 10.217 Scheidsrechter: Peter Green (AUS) |
| 15 oktober Vriendschappelijk № 651 «onderlinge duels» 20:45 uur | Abdulaziz Al-Bishi 90+4' |       | Mohanad Ali 71' | King Saud University Stadium, Riyad Toeschouwers: 10.217 Scheidsrechter: Peter Green (AUS) |

|                                                                  |                         |       |       |                                                                                                |
| 16 november Vriendschappelijk № 652 «onderlinge duels» 20:00 uur | Saoedi-Arabië           | 1 – 0 | Jemen | Prince Mohamed bin Fahdstadion, Dammam Toeschouwers: 9.228 Scheidsrechter: Amahd Ibrahim (JOR) |
| 16 november Vriendschappelijk № 652 «onderlinge duels» 20:00 uur | Abdulrahman Ghareeb 33' |       |       | Prince Mohamed bin Fahdstadion, Dammam Toeschouwers: 9.228 Scheidsrechter: Amahd Ibrahim (JOR) |

|                                                                  |                 |       |                       |                                                                                              |
| 20 november Vriendschappelijk № 653 «onderlinge duels» 19:00 uur | Jordanië        | 1 – 1 | Saoedi-Arabië         | Koning Abdoellah II-stadion, Amman Toeschouwers: 7.500 Scheidsrechter: Nawaf Shukralla (BHR) |
| 20 november Vriendschappelijk № 653 «onderlinge duels» 19:00 uur | Ahmed Samir 70' |       | Fahad Al-Muwallad 59' | Koning Abdoellah II-stadion, Amman Toeschouwers: 7.500 Scheidsrechter: Nawaf Shukralla (BHR) |

| Wereldkampioenschap voetbal 2018 |
| -------------------------------- |

|                                                            | |       |               |                                                                                              |
| 14 juni WK 2018 Groep A № 637 «onderlinge duels» 17:00 uur | Rusland                                                                                                   | 5 – 0 | Saoedi-Arabië | Olympisch Stadion Loezjniki, Moskou Toeschouwers: 78.011 Scheidsrechter: Néstor Pitana (ARG) |
| 14 juni WK 2018 Groep A № 637 «onderlinge duels» 17:00 uur | Joeri Gazinski 12' Denis Tsjerysjev 43' Artjom Dzjoeba 71' Denis Tsjerysjev 90+1' Aleksandr Golovin 90+4' |       |               | Olympisch Stadion Loezjniki, Moskou Toeschouwers: 78.011 Scheidsrechter: Néstor Pitana (ARG) |

|                                                            |                 |       |               |                                                                                           |
| 20 juni WK 2018 Groep A № 638 «onderlinge duels» 16:00 uur | Uruguay         | 1 – 0 | Saoedi-Arabië | Rostov Arena, Rostov aan de Don Toeschouwers: 42.678 Scheidsrechter: Clément Turpin (FRA) |
| 20 juni WK 2018 Groep A № 638 «onderlinge duels» 16:00 uur | Luis Suárez 23' |       |               | Rostov Arena, Rostov aan de Don Toeschouwers: 42.678 Scheidsrechter: Clément Turpin (FRA) |

|                                                            |                                                   |       |                   |                                                                                     |
| 25 juni WK 2018 Groep A № 639 «onderlinge duels» 16:00 uur | Saoedi-Arabië                                     | 2 – 1 | Egypte            | Volgograd Arena, Wolgograd Toeschouwers: 36.823 Scheidsrechter: Wilmar Roldán (COL) |
| 25 juni WK 2018 Groep A № 639 «onderlinge duels» 16:00 uur | Salman Al-Faraj 45' (pen.) Salem Al-Dawsari 90+4' |       | 22' Mohamed Salah | Volgograd Arena, Wolgograd Toeschouwers: 36.823 Scheidsrechter: Wilmar Roldán (COL) |

|  |  |  |  |  |  |  |  |  |

### 2019
| Aziatisch kampioenschap 2019 |
| ---------------------------- |

|                                                                               |                                                                                     |       |             |                                                                               |
| 8 januari Aziatisch Kampioenschap 2019 Groep E № «onderlinge duels» 20:00 uur | Saoedi-Arabië                                                                       | 4 – 0 | Noord-Korea | Al-Rashidstadion, Dubai Toeschouwers: 5.075 Scheidsrechter: Peter Green (AUS) |
| 8 januari Aziatisch Kampioenschap 2019 Groep E № «onderlinge duels» 20:00 uur | Hattan Bahebri 28' Mohammed Al-Fatil 37' Salem Al-Dawsari 70' Fahad Al-Muwallad 87' |       |             | Al-Rashidstadion, Dubai Toeschouwers: 5.075 Scheidsrechter: Peter Green (AUS) |

|                                                                                |         |                                              |               |                                                                               |
| 12 januari Aziatisch Kampioenschap 2019 Groep E № «onderlinge duels» 20:00 uur | Libanon | 0 – 2                                        | Saoedi-Arabië | Al-Maktoumstadion, Dubai Toeschouwers: 13.972 Scheidsrechter: Ali Sabah (IRQ) |
| 12 januari Aziatisch Kampioenschap 2019 Groep E № «onderlinge duels» 20:00 uur |         | Fahad Al-Muwallad 12' Housain Al-Mogahwi 67' |               | Al-Maktoumstadion, Dubai Toeschouwers: 13.972 Scheidsrechter: Ali Sabah (IRQ) |

|                                                                                |               |                       |       |                                                                                       |
| 17 januari Aziatisch Kampioenschap 2019 Groep E № «onderlinge duels» 20:00 uur | Saoedi-Arabië | 0 – 2                 | Qatar | Sjeik Zayidstadion, Abu Dhabi Toeschouwers: 16.067 Scheidsrechter: Kim Dong-jin (KOR) |
| 17 januari Aziatisch Kampioenschap 2019 Groep E № «onderlinge duels» 20:00 uur |               | Almoez Ali 45+1', 80' |       | Sjeik Zayidstadion, Abu Dhabi Toeschouwers: 16.067 Scheidsrechter: Kim Dong-jin (KOR) |

|                                                                                    |                       |       |               |                                                                                   |
| 21 januari Aziatisch Kampioenschap 2019 1/8e finale № «onderlinge duels» 15:00 uur | Japan                 | 1 – 0 | Saoedi-Arabië | Sharjahstadion, Sharjah Toeschouwers: 6.832 Scheidsrechter: Ravshan Irmatov (UZB) |
| 21 januari Aziatisch Kampioenschap 2019 1/8e finale № «onderlinge duels» 15:00 uur | Takehiro Tomiyasu 20' |       |               | Sharjahstadion, Sharjah Toeschouwers: 6.832 Scheidsrechter: Ravshan Irmatov (UZB) |

|                                                           |                                                                      |       |                      |                                                                 |
| 25 maart Vriendschappelijk № «onderlinge duels» 18:45 uur | Saoedi-Arabië                                                        | 3 – 2 | Equatoriaal-Guinea   | Koning Fahdstadion, Riyad Scheidsrechter: Abdullah Jamali (KUW) |
| 25 maart Vriendschappelijk № «onderlinge duels» 18:45 uur | Adbullah Al-Shamekh 4' Abdulfattah Adam 13' Mohammed Al-Khabrani 57' |       | Emilio Nsue 32', 71' | Koning Fahdstadion, Riyad Scheidsrechter: Abdullah Jamali (KUW) |

|                                                                             |         |       |               |                                                                                    |
| 7 augustus West-Aziatisch Kampioenschap 2019 № «onderlinge duels» 19:30 uur | Bahrein | 0 – 0 | Saoedi-Arabië | Franso Hariristadion, Erbil Toeschouwers: 2.500 Scheidsrechter: Wissam Rabie (SYR) |
| 7 augustus West-Aziatisch Kampioenschap 2019 № «onderlinge duels» 19:30 uur |         |       |               | Franso Hariristadion, Erbil Toeschouwers: 2.500 Scheidsrechter: Wissam Rabie (SYR) |

|                                                                  |                                         |       |                                         |                                                                                            |
| 10 september Kwalificatie WK 2022 № «onderlinge duels» 19:00 uur | Jemen                                   | 2 – 2 | Saoedi-Arabië                           | Bahrain National Stadium, Riffa Toeschouwers: 3.100 Scheidsrechter: Sivakorn Pu-udom (THA) |
| 10 september Kwalificatie WK 2022 № «onderlinge duels» 19:00 uur | Mohsen Qarawi 8' Omar Abdullah Dahi 37' |       | Hattan Bahebri 23' Salem Al-Dawsari 48' | Bahrain National Stadium, Riffa Toeschouwers: 3.100 Scheidsrechter: Sivakorn Pu-udom (THA) |

SAFF · A-internationals · Selecties · Bondscoaches · Statistieken · Saoedi-Arabisch vrouwenelftal · Saoedi-Arabië U21 · Saoedi-Arabië U20 · Saoedi-Arabië U19 · Saoedi-Arabië U18 · Saoedi-Arabië U17
1950 – 1959 · 
1960 – 1969 · 
1970 – 1979 · 
1980 – 1989 · 
1990 – 1999 · 
2000 – 2009 · 
2010 – 2019 ·
2020 − 2029
WK 1994 · 
WK 1998 · 
WK 2002 · 
WK 2006 · 
WK 2018
OS 1984 · 
OS 1996 · 
OS 2020
1957 · 
1958 · 1959 · 1960 · 
1961 · 
1962 · 
1963 · 
1964 · 1965 · 1966 · 
1967 · 
1968 · 
1969 · 
1970 · 
1971 · 
1972 · 
1973 · 
1974 · 
1975 · 
1976 · 
1977 · 
1978 · 
1979 · 
1980 · 
1981 · 
1982 · 
1983 · 
1984 · 
1985 · 
1986 · 
1987 · 
1988 · 
1989 · 
1990 · 
1991 · 
1992 · 
1993 · 
1994 · 
1995 · 
1996 · 
1997 · 
1998 · 
1999 · 
2000 · 
2001 · 
2002 · 
2003 · 
2004 · 
2005 · 
2006 · 
2007 · 
2008 · 
2009 · 
2010 · 
2011 · 
2012 · 
2013 ·
2014 ·
2015 ·
2016 ·
2017 ·
2018 ·
2019 ·
2020 ·
2021 ·
2022 ·
2023
Afghanistan · 
Albanië ·
Algerije · 
Angola · 
Argentinië · 
Australië · 
Azerbeidzjan · 
Bahrein · 
Bangladesh · 
België · 
Bhutan · 
Bolivia · 
Brazilië · 
Bulgarije · 
Cambodja ·
Canada · 
Chili · 
China · 
Colombia ·
Congo-Brazzaville · 
Congo-Kinshasa · 
Costa Rica · 
Cyprus · 
Denemarken · 
Duitsland · 
Ecuador ·
Egypte · 
Engeland · 
Equatoriaal-Guinea ·
Estland · 
Finland · 
Frankrijk · 
Gabon · 
Gambia ·
Georgië · 
Ghana · 
Griekenland ·
Honduras · 
Hongarije · 
Hongkong · 
Ierland · 
IJsland · 
India · 
Indonesië · 
Irak · 
Iran · 
Italië ·
Jamaica · 
Japan · 
Jemen · 
Jordanië · 
Kameroen · 
Kazachstan · 
Kirgizië · 
Koeweit · 
Kroatië ·
Laos ·
Letland ·
Libanon · 
Libië · 
Liechtenstein · 
Litouwen ·
Luxemburg · 
Macau ·  
Maleisië · 
Mali · 
Marokko · 
Mauritanië · 
Mexico · 
Moldavië ·
Mongolië · 
Namibië · 
Nederland · 
Nepal · 
Nieuw-Zeeland · 
Nigeria · 
Noord-Korea ·
Noord-Macedonië ·
Noorwegen ·
Oeganda · 
Oekraïne · 
Oezbekistan · 
Oman · 
Oost-Timor ·
Pakistan ·
Palestina · 
Panama ·
Paraguay · 
Peru ·
Polen · 
Portugal · 
Qatar · 
Rusland · 
Schotland · 
Senegal · 
Singapore · 
Slovenië · 
Slowakije · 
Soedan · 
Spanje · 
Sri Lanka · 
Syrië · 
Tadzjikistan · 
Taiwan · 
Tanzania · 
Thailand · 
Togo · 
Trinidad en Tobago · 
Tsjechië · 
Tunesië · 
Turkije · 
Turkmenistan · 
Uruguay · 
Venezuela · 
Verenigde Arabische Emiraten · 
Verenigde Staten · 
Vietnam · 
Wales · 
Wit-Rusland · 
Zambia ·
Zimbabwe ·
Zuid-Afrika · 
Zuid-Jemen · 
Zuid-Korea · 
Zweden
Argentinië (1992) · 
Argentinië (2022) · 
Egypte (2018) · 
Oekraïne (2006) · 
Rusland (2018) ·
Spanje (2006) ·
Tunesië (2006) ·
Uruguay (2018)
AFC-zone: Afghanistan · Australië · Bahrein · Bangladesh · Bhutan · Brunei · Cambodja · China · Chinees Taipei · Filipijnen · Guam · Hongkong · India · Indonesië · Iran · Irak · Japan · Jemen · Jordanië · Koeweit · Kirgizië · Laos · Libanon · Macau · Maleisië · Maldiven · Mongolië · Myanmar · Nepal · Noord-Korea · Oezbekistan · Oman · Oost-Timor · Pakistan · Palestina · Qatar · Saoedi-Arabië · Singapore · Sri Lanka · Syrië · Tadjikistan · Thailand · Turkmenistan · Verenigde Arabische Emiraten · Vietnam · Zuid-Korea

CAF-zone: Algerije · Angola · Benin · Botswana · Burkina Faso · Burundi · Centraal-Afrikaanse Republiek · Comoren · Congo-Brazzaville · Congo-Kinshasa · Djibouti · Egypte · Equatoriaal-Guinea · Eritrea · Ethiopië · Gabon · Gambia · Ghana · Guinee · Guinee-Bissau · Ivoorkust · Kaapverdië · Kameroen · Kenia · Lesotho · Liberia · Libië · Madagaskar · Malawi · Mali · Mauritanië · Mauritius · Marokko · Mozambique · Namibië · Niger · Nigeria · Oeganda · Rwanda · Sao Tomé en Principe · Senegal · Seychellen · Sierra Leone · Soedan · Somalië · Swaziland · Tanzania · Togo · Tsjaad · Tunesië · Zambia · Zimbabwe · Zuid-Afrika · Zuid-Soedan 

CONCACAF-zone: Amerikaanse Maagdeneilanden · Anguilla · Antigua en Barbuda · Aruba · Bahama's · Barbados · Belize · Bermuda · Britse Maagdeneilanden · Canada · Kaaimaneilanden · Costa Rica · Cuba · Curaçao · Dominica · Dominicaanse Republiek · El Salvador · Frans Guyana · Grenada · Guadeloupe · Guatemala · Guyana · Haïti · Honduras · Jamaica · Martinique · Mexico · Montserrat · 
Nicaragua · Panama · Puerto Rico · Saint Kitts en Nevis · Saint Lucia · Saint Vincent en de Grenadines · Sint Maarten · Suriname · Trinidad en Tobago · Turks- en Caicoseilanden · Verenigde Staten

CONMEBOL-zone: Argentinië · Bolivia · Brazilië · Chili · Colombia · Ecuador · Paraguay · Peru · Uruguay · Venezuela

OFC-zone: Amerikaans-Samoa · Cookeilanden · Fiji · Nieuw-Caledonië · Nieuw-Zeeland · Papoea-Nieuw-Guinea · Samoa · Salomoneilanden · Tahiti · Tonga · Vanuatu

UEFA-zone: Albanië · Andorra · Armenië · Azerbeidzjan · België · Bosnië en Herzegovina · Bulgarije · Cyprus · Denemarken · Duitsland · Engeland · Estland · Faeröer · Finland · Frankrijk · Georgië · Gibraltar · Griekenland · Hongarije · IJsland · Ierland · Israël · Italië · Kazachstan · Kosovo · Kroatië · Letland · Liechtenstein · Litouwen · Luxemburg · Macedonië · Malta · Moldavië · Montenegro · Nederland · Noord-Ierland · Noorwegen · Oekraïne · Oostenrijk · Polen · Portugal · Roemenië · Rusland · San Marino · Schotland · Servië · Slovenië · Slowakije · Spanje · Tsjechië · Turkije · Wales · Wit-Rusland · Zweden · Zwitserland